# Movimiento Ciudadano de Cartagena
Movimiento Ciudadano de Cartagena (MC Cartagena) es una federación de partidos española de ideología cartagenerista. Fue fundada en 2002 como una coalición, y en 2010 fue refundado como una federación unificada.

## Historia

### Inicios como coalición (2002-2010)
Movimiento Ciudadano fue constituido el 14 de diciembre de 2002 como una coalición, compuesta inicialmente por el Partido Cantonal (PCAN), el Partido Independiente del Mar Menor (PIMM), Convergencia Ciudadana de Cartagena, Centro Democrático y Social e Independientes por Cartagena y Comarca. El PCAN era el histórico representante del cartagenerismo desde su fundación en 1977; el PIMM, organizado en 1995, encarnaba las aspiraciones de los partidarios de la segregación municipal de la diputación de El Algar; y Convergencia Ciudadana, por su parte, contaba entre sus primeros militantes al empresario José López Martínez, quien años más tarde sería escogido para dirigir la coalición.
En las elecciones municipales de 2003, MC obtuvo un escaño entre la oposición en el Ayuntamiento de Cartagena, que fue ocupado por el cantonal Luis Carlos García Conesa. En la siguiente legislatura, inaugurada por los comicios de 2007, los sufragios recibidos se tradujeron en el aumento en uno del número de concejales, con el ingreso del independiente Antonio Mínguez Rubio. En la misma fecha tuvieron lugar las elecciones a la Asamblea Regional de Murcia, a las que MC concurrió como miembro de la candidatura Coalición Ciudadana Regional, la cual no recabó ningún escaño.
La segunda legislatura de MC en el Ayuntamiento de Cartagena estuvo salpicada por una serie de conflictos internos que se saldaron con el abandono de la coalición por parte del PIMM en 2009, seguida por el del PCAN en 2010, en medio de una controversia acerca de las circunstancias en que se produjo. Así, mientras que desde el PCAN se habló de una expulsión improcedente y de una vulneración de los derechos de sus militantes, desde MC se argumentó que se había procedido a la baja de aquellos afiliados que habían incurrido en el impago de las cuotas. El PCAN interpuso una demanda que, desestimada por el Ministerio Público, fue finalmente archivada por los juzgados.

### Transformación en federación y consolidación (2011-2023)

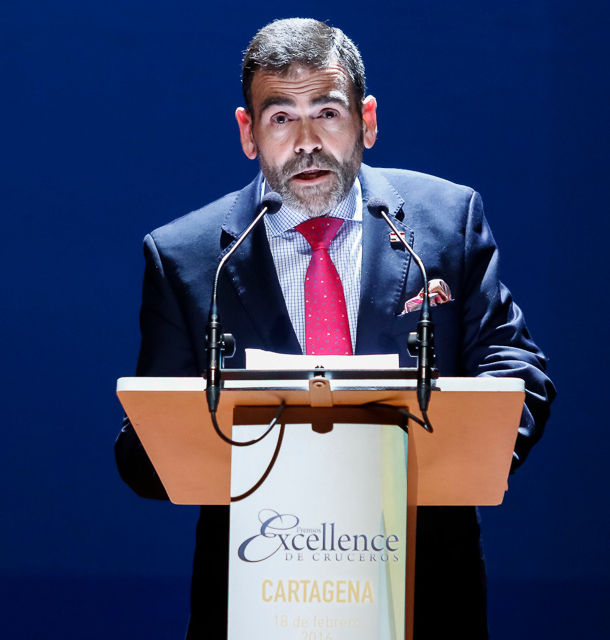
José López en 2016, durante un acto como alcalde.

La crisis intestina repercutió en los resultados de MC en las elecciones municipales de 2011, que supusieron un revés en cuanto a representación institucional, ya que el grupo retrocedió hasta mantener un solo edil, José López. Aquel mismo año, las tres entidades que para entonces integraban la coalición –Partido Independiente de Cartagonova, Acción y Desarrollo, Convocatoria de Independientes por Cartagena– acordaron disolverse para convertirla en una única federación, con unos Estatutos permanentes y personalidad jurídica propia.
La cita electoral de 2015 significó en cambio un incremento de uno a cinco concejales, con la entrada de Isabel García García, Ricardo Segado García, María Josefa Soler Martínez y Francisco José Calderón Sánchez. Un pacto con el Partido Socialista Obrero Español (PSOE) instaló un gobierno municipal bipartito en el que José López desempeñó la alcaldía los dos primeros años de la legislatura y la socialista Ana Belén Castejón los dos siguientes, si bien durante el mandato de la segunda se produjo una ruptura del acuerdo y MC regresó a la oposición.
En las municipales de 2019 la formación cartagenerista aumentó nuevamente su cifra de regidores hasta los ocho, emergiendo como la primera fuerza en el consistorio, si bien un pacto entre Partido Popular (PP), PSOE y Ciudadanos conservó la alcaldía para la socialista Castejón, bajo el compromiso de turnarse en dos años con la popular Noelia Arroyo. Abandonó su puesto Francisco Calderón, incorporándose a su vez Jesús Giménez Gallo, Enrique Pérez Abellán –exconcejal por el PP entre 1991 y 2009–, María Dolores Ruiz Álvarez y Aránzazu Pérez Sánchez. El ámbito autonómico volvió a ser adverso, pues la Coalición Municipalista en la que participó MC junto a otros partidos locales no logró obtener diputado alguno en la Asamblea.

### Era post-López (desde 2023)
Los comicios de 2023 supusieron una repetición de los resultados de 2019. Así, aunque la elección de diputados a la Asamblea Regional otorgó a MC un máximo histórico en cuanto a sufragios, se vieron insuficientes para alcanzar el 3% requerido para obtener representación. En el plano municipal, la formación mantuvo sus ocho concejales previos en un consistorio encabezado ahora por los diez regidores del PP de Arroyo. Ante este contexto, José López anunció su renuncia al acta de concejal y a su cargo como secretario general de MC, cargo en el que fue relevado por Jesús Giménez.

## Ideología
La ideología de Movimiento Ciudadano se encuadra en el cartagenerismo, una doctrina política que persigue la creación de la provincia de Cartagena dentro de la comunidad autónoma de la Región de Murcia. En este sentido, la federación promueve la biprovincialidad regional como una forma de «no tener que identificar toda la Región con [el] municipio [de Murcia], gozar de mayor autonomía y alcanzar mayor peso político» en las Cortes Generales.
De acuerdo a su programa político, la federación también se muestra a favor de la defensa del medio ambiente, los derechos de las personas migrantes, las mujeres y el colectivo LGBT.

## Resultados electorales

### Elecciones municipales de Cartagena
| Comicios | # de votos | %      | Concejales |
| -------- | ---------- | ------ | ---------- |
| 2003     | 4507       | 5,21%  | 1/27       |
| 2007     | 6308       | 7,54%  | 2/27       |
| 2011     | 4633       | 5,51%  | 1/27       |
| 2015     | 14 545     | 16,98% | 5/27       |
| 2019     | 23 934     | 27,44% | 8/27       |
| 2023     | 23 947     | 25,7%  | 8/27       |

### Elecciones a la Asamblea Regional de Murcia
| Comicios | # de votos | %     | Diputados | Notas                                            |
| -------- | ---------- | ----- | --------- | ------------------------------------------------ |
| 2007     | 8139       | 1,25% | 0/45      | Parte de Coalición Ciudadana Regional            |
| 2015     | 8582       | 1,36% | 0/45      | Parte de Movimiento Ciudadano Campo de Cartagena |
| 2019     | 14 742     | 2,26% | 0/45      | Parte de Coalición Municipalista                 |
| 2023     | 19 720     | 2,94% | 0/45      | Parte de la coalición MC Regional                |